# Горелик, Евгений Илларионович
Евгений Илларионович Горелик (1921—2006) — участник Великой Отечественной войны, штурман эскадрильи 251-го гвардейского бомбардировочного авиационного полка 15-й гвардейской бомбардировочной авиационной дивизии 4-го гвардейского бомбардировочного авиационного корпуса 18-й воздушной армии, гвардии старший лейтенант. Герой Советского Союза.

## Биография
Родился 27 ноября 1921 года в городе Одесса в семье рабочего.Еврей.
Образование среднее.
В Красную Армию был призван в 1940 году. В 1941 году окончил Харьковскую военную авиационную школу стрелков-бомбардировщиков и был направлен в действующую армию на Волховский фронт.
С января по конец марта 1942 года участвовал в Любанской наступательной операции против Новгородской группировки противника. Старшина Е. И. Горелик на Волховском фронте совершил 36 боевых вылетов, из них большинство — ночных. В апреле 1942 года его полк был отправлен в тыл на переформирование. В мае 1942 года Горелик был переведён в запасной авиационный полк, находившийся в Астрахани. Член ВКП(б)/КПСС с 1943 года.
С сентября 1944 года сражался в составе 18-й воздушной армии, в которую была преобразована Авиация дальнего действия. Участвовал на 3-м Украинском фронте в Венской стратегической наступательной операции (16 марта — 15 апреля 1945 года), в том числе в освобождении венгерских городов Веспрем, Папа, Сомбатхей, Шопрон, австрийского города Винер-Нойштадт. В интересах 1-го Украинского фронта наносил бомбардировочные удары по окружённой вражеской группировке в районе города Бреслау (Вроцлав, Польша), чем способствовал наземным войскам во взятии города.
К 23 января 1945 года Евгений Горелик совершил 303 боевых вылета, из них 36 боевых вылетов на самолёте Р-Z в системе Военно-Воздушных Сил и 267 боевых вылетов на самолёте «Б-25» в системе Авиации дальнего действия, в том числе 36 боевых вылетов на специальное задание командования в интересах Народно-Освободительной Армии Югославии. В воздушном бою сбил 1 самолёт противника.
После окончания войны продолжал службу в Дальней Авиации Военно-Воздушных Сил Советской Армии. С 1955 года полковник Е. И. Горелик — в запасе. Получил диплом строителя. Жил в Одессе, работал инженером в строительных организациях города.
Умер 2 января 2006 года. Похоронен на Втором одесском кладбище (участок 58).

## Награды
- Указом Президиума Верховного Совета СССР от 29 июня 1945 года за мужество и героизм, проявленные при нанесении штурмовых ударов по врагу, Горелику Евгению Илларионовичу присвоено звание Героя Советского Союза с вручением ордена Ленина и медали «Золотая Звезда» (№ 7709).
- Также награждён двумя орденами Красного Знамени, орденами Отечественной войны 1-й степени и Красной Звезды, медалями СССР и югославским орденом «Партизанская звезда» 1-й степени.

## Память
- На доме, где жил Е. И. Горелик (улица Солнечная, 16)[3] — установлена мемориальная доска[4].